# Xonam Agboyi
Xonam Agboyi (1974. december 23. –) togói nemzetközi női labdarúgó-játékvezető. Egyes források Sefenya Agboye néven jegyzik.

## Pályafutása

### Nemzeti játékvezetés
Nemzeti labdarúgó-szövetségének megfelelő játékvezető bizottságai minősítése alapján jutott magasabb osztályokba. A küldési gyakorlat szerint rendszeres 4. bírói szolgálatot is végzett. Az 1. Liag játékvezetőjeként vonult vissza.

### Nemzetközi játékvezetés
A Togói labdarúgó-szövetség Játékvezető Bizottsága (JB) terjesztette fel nemzetközi játékvezetőnek, a Nemzetközi Labdarúgó-szövetség (FIFA) 2002-től tartotta nyilván női bírói keretében. A FIFA JB központi nyelvei közül a franciát beszéli. Több nemzetek közötti válogatott és Európa-liga klubmérkőzést vezetett, vagy működő társának 4. bíróként segített.

#### Női labdarúgó-világbajnokság
A világbajnoki döntőkhöz vezető úton az Amerikai Egyesült Államok rendezte a 4., a 2003-as női labdarúgó-világbajnokságot, ahol a FIFA JB játékvezetőként alkalmazta. Selejtező mérkőzéseket a CAF zónában vezetett. Világbajnokságon vezetett mérkőzéseinek száma: 2

##### 2003-as női labdarúgó-világbajnokság

###### Selejtező mérkőzés
| Időpont              | Helyszín                       | Mérkőzés típusa                  | Mérkőzés                   | Eredmény |
| -------------------- | ------------------------------ | -------------------------------- | -------------------------- | -------- |
| 2002. augusztus 24.  | Omar Bongo Stadion, Libreville | előselejtező (Első kör)          | Gabon–São Tomé és Príncipe | 6 – 0    |
| 2002. szeptember 22. | Iba Mar Diop Stadion, Dakar    | előselejtező (2. kör)            | Szenegál–Ghána             | 0 – 3    |
| 2002. december 7.    | Városi Stadion, Warri          | előselejtező (A. csoport)        | Mali–Ghána                 | 0 – 2    |
| 2002. december 13.   | Városi Stadion, Warri          | előselejtező (döntő; A. csoport) | Nigéria–Mali               | 5 – 1    |
| 2002. december 20.   | Városi Stadion, Warri          | előselejtező (döntő)             | Ghána–Nigéria              | 0 – 2    |

###### Világbajnoki mérkőzés
| Időpont              | Helyszín                | Mérkőzés típusa              | Mérkőzés          | Eredmény | Nézők száma |
| -------------------- | ----------------------- | ---------------------------- | ----------------- | -------- | ----------- |
| 2003. szeptember 24. | RFK Stadion, Washington | csoportmérkőzés (B. csoport) | Norvégia–Brazília | 1 – 4    | 16 316      |
| 2003. szeptember 28. | GSP Stadion, Portland   | csoportmérkőzés (D. csoport) | Ghána–Ausztrália  | 2 – 1    | 19 132      |